# Beckie Scott
Pour les articles homonymes, voir Scott.
Beckie Scott, née le 1er août 1974 à Vegreville, dans l'Alberta, est une skieuse de fond canadienne. Elle est licenciée au Vermilion Nordic Ski Club.
Elle a remporté une médaille d'or aux Jeux olympiques de Salt Lake City en 2002. Elle devient ainsi la première athlète nord-américaine à remporter une médaille olympique en ski de fond.

## Biographie
Elle a été élue sur le CIO comme représentante des athlètes en remportant la majorité des voix lors des Jeux olympiques de Turin en 2006, tout juste devant le hockeyeur Saku Koivu.
En plus de faire mieux connaître le ski de fond au Canada, la carrière de Beckie Scott est un exemple de la réussite dans le sport sans drogue. Elle continue à faire campagne avec la Fédération internationale de ski (FIS) pour ajouter des règles et s'assurer que les compétitions deviennent plus propres. 

## Palmarès

### Jeux olympiques
- Médaille d'or du 10 km poursuite aux Jeux olympiques d'hiver de 2002 à Salt Lake City. Elle avait originellement fini en troisième position, mais à la suite de la disqualification des deux Russes pour dopage, elle remporte l'or[3].
- Médaille d'argent du sprint par équipes aux Jeux olympiques d'hiver de 2006 à Turin avec Sara Renner

### Coupe du monde
- - 15 podiums en épreuve individuelle en Coupe du monde dont 4 victoires.
  - 10e du classement général de la Coupe du monde 2002-2003
  - 2e du classement de la Coupe du monde 2005-2006 à tout juste 16 points de la première place, à la suite de cette année de compétition elle prend sa retraite.

#### Détail des victoires
| Épreuve / Édition | Sprint libre | 15 km classique | Poursuite 2 x 7,5 km |
| 2006              | Vernon       | Canmore         | Oberstdorf Sapporo   |